# Husbys Hyenor
Husbys Hyenor är ett kriminellt nätverk i Husby i Stockholm.
Husbys Hyenor, ägnar sig främst åt narkotikahandel i norra Järva men också utanför området. Individerna i nätverket har ett stort våldskapital och kopplas till flera skjutningar och mord. Husbys Hyenor har enligt polisen kontrollerat narkotikaförsäljningen i Husby och Kista. Gruppen har en långvarig och dödlig konflikt med gänget Shottaz. Under 2020 hamnade Husbys hyenor i en blodig fejd med Rinkebynätverket Filterlösa grabbarna och polisen kopplade ett tiotal skjutningar med fyra mördade personer till konflikten.
Husbys Hyenor verkar med en hierarkisk struktur, där äldre medlemmar utövar kontroll över yngre med våld. Denna struktur sträcker sig till deras kontroll över narkotikahandlare på gatunivå. I flera förundersökningar gällande medlemmar av Husbys Hyenors aktiviteter är vittnen ofta rädda för att träda fram och vittna mot gänget, eftersom de är kända för att kontrollera området med våld.
Rapparen Dree Low kopplas av polisen till Husbys Hyenor.